# Paolo Agostini
Paolo Agostini (Vallerano, 1583 ? – Roma, 3 ottobre 1629) è stato un compositore e organista italiano.
Nacque quasi certamente a Vallerano verso la fine del XVI secolo.. Fu allievo di Giovanni Bernardino Nanino, maestro presso S. Luigi dei Francesi a Roma; ospitato come gli altri 'putti' in casa di Nanino, Agostini ne sposerà più tardi la figlia Vittoria. Terminato l'apprendistato nel 1607, iniziò l'attività musicale come maestro di cappella e organista presso il santuario della Madonna del Ruscello a Vallerano, secondo quanto riportato dalla maggior parte dei biografi. Tale incarico fu messo in dubbio da Manfredo Manfredi, che rilevò che all'epoca la chiesa era ancora in costruzione. 

Tornato a Roma, Agostini prese servizio prima come organista a Santa Maria in Trastevere, poi come maestro di cappella alla chiesa della SS. Trinità dei Pellegrini e ancora a Santa Maria in Trastevere. Nel 1619 ricoprì lo stesso incarico a S. Lorenzo in Damaso e, dal 16 febbraio 1626, a San Pietro, dove rimase fino alla morte, avvenuta nel 1629 a causa della peste.

Paolo Agostini è considerato uno dei tipici esponenti della grandiosa polifonia barocca dei compositori romani del Seicento e la sua vasta produzione è edita solo in parte. Abilissimo contrappuntista, fu portato ad esempio da Padre Martini nel suo Saggio fondamentale pratico di contrappunto (1774). Giuseppe Baini riportò il seguente passo dalla lettera di Antimo Liberati a Ovidio Persapegi:«scolare dilettissimo di Bernardino Nanini fu Paolo Agostino, uno de' più spiritosi e vivaci ingegni che abbia avuto la musica a' nostri tempi in ogni genere di composizione armonica, di contrappunti, e di canoni; e tra le altre sue opere meravigliose fece sentire nella basilica di S. Pietro, nel tempo che egli vi fu maestro di cappella diverse modulazioni a quattro, a sei, et otto cori reali, et alcune che si potevano cantare a quattro, ovvero sei cori reali senza diminuire, o snervare l'armonia con istupore di tutta Roma. E se non moriva nel fiore della sua virilità avrebbe maggiormente fatto stupire tutto il mondo: e se fosse lecito si potria con ragione dire di lui: Consummatus in brevi explevit tempora multa».

## Opere
- Salmi della Madonna, (Roma, 1619)
- Liber secundus missarum, (n.p., 1626)
- Spartitura delle messe del primo libro, (Roma, 1627)
- Spartitura del secondo libro delle messe e motetti, (Roma, 1627)
- Partitura del terzo libro della messa 'Sine nomine', con 2 'Resurrexit', (Roma, 1627)
- Libro quarto delle messe in spartitura (Roma, 1627)
- Spartitura della messa et motetto 'Benedicam Dominum' ad canones, (Roma, 1627)
- Partitura delle messe et motetti con 40 esempi di contrapunti, (Roma, 1627)
- Missarum liber posthumus (Roma, 1630)
- Altre messe, mottetti etc.